# Die Enthüllung (Roman)
Die Enthüllung (im spanischen Original Cinco esquinas) ist der 18. Roman des peruanischen Literaturnobelpreisträgers Mario Vargas Llosa und erschien im März 2016 kurz vor dem 80. Geburtstag des Autors.

## Inhalt
Die Geschichte spielt in Lima zur Zeit der Fujimori-Diktatur Ende der 1990er Jahre und greift die Machenschaften des damaligen Geheimdienstchefs Vladimiro Montesinos auf. Dieser benutzte die Boulevardpresse, um unliebsame Personen zu diffamieren, was der Hauptfigur Enrique, einem reichen Ingenieur und Geschäftsmann, widerfährt. Zwei weitere Themen sind hiermit verbunden: Eine Liebesgeschichte zwischen Enriques Ehefrau und einem befreundeten Ehepaar sowie der Niedergang des Künstlerviertels Cinco Esquinas („Fünf Straßenecken“) in der Altstadt von Lima. Somit ist das kurz vor den peruanischen Präsidentschaftswahlen 2016, bei der Fujimoris Tochter abermals kandidierte, erschienene Buch nicht nur ein politisches Werk, sondern auch eine Geschichte über Kunst und Unterhaltung, die an die kulturpessimistische Sicht des Autors von „Alles Boulevard“ anschließt.

## Ausgaben
- span.: Cinco esquinas, Madrid 2016
- dt.: Die Enthüllung. Aus dem Spanischen von Thomas Brovot. Suhrkamp, Berlin 2016, ISBN 978-3-518-42560-2.